# Per Ørum Jørgensen
Per Ørum Jørgensen (født 9. december 1970 i Durup) er en dansk politiker og tidligere salgschef. Han har været folketingsmedlem for Det Konservative Folkeparti (2005-2010) og for Kristendemokraterne (2010-2011), samt landsformand for Kristendemokraterne fra oktober 2011 til oktober 2012.
Han tog orlov fra Folketinget fra 8. februar 2010 efter spirituskørsel. Efter sin tilbagevenden forlod han Konservative og blev løsgænger fra 20. maj 2010. 21. juni 2010 meldte han sig ind i Kristendemokraterne. Per Ørum blev ikke genvalgt til Folketinget ved valget i 2011, og han forlod Kristendemokraterne igen i 2012. 
Dernæst etablerede Ørum Jørgensen i oktober 2012 partiet Det Demokratiske Parti med sig selv som formand, men i august 2013 trak Ørum Jørgensen sig fra dette parti.
Per Ørum Jørgensen etablerede sig efter sin politiske karriere i dansk erhvervsliv, hvor efter nogle år i sportsindustrien er beskæftiget som Kommerciel Direktør og lobbyist hos rådgivnings- og kommunikationsvirksomheden Influenter A/S. Senest har Per Ørum ernæret sig som rådgiver i sit eget firma med base i Herning.
Per Ørum meldte sig i 2015 ind i Det Konservative Folkeparti. Ved kommunalvalget i november 2021 gjorde han politisk comeback i sin hjemby Herning og blev valgt som nyt byrådsmedlem for Det Konservative Folkeparti.

## Baggrund
Jørgensen er opvokset i Durup i Salling og i Gjellerup ved Herning som søn af provst John Ørum Jørgensen og sygeplejerske Gudrun Jørgensen. Han bor i dag i Herning.
Han er handelsskole- og butiksuddannet og har arbejdet som ekspedient i Intersport, Herning (1990-1995), afdelingsleder i Freestyle Media (2000-2001) og salgschef i Vermø Gruppen A/S (2001-2005).

## Politiske hverv

### Det Konservative Folkeparti

#### Indtil 2010
Jørgensen var De Konservatives kandidat i Holstebrokredsen fra 2004 og i Ringkøbingkredsen 2002-2004. Jørgensen var medlem af partiets hovedbestyrelse.
I Folketinget var han partiets ordfører for energi, miljø og klima (2007-10), energi (2005-2007), idræt (2005-10), erhverv (2005-10), forskning (2005-10), familie- og forbrugersager (2005-10) og grønlandske forhold (2005-10).
Han er medlem af energiudvalget, erhvervsudvalget, kirkeudvalget, kulturudvalget, miljøudvalget og  grønlandsudvalget og stedfortræder i sundhedsudvalget og fødevareudvalget.
I valgperioden 2005-07 var han medlem af udvalget for fødevarer, landbrug og fiskeri, kirkeudvalget, §71-tilsynet, Nordisk Råd og Den grønlandsk-danske Selvstyrekommission.

#### Spirituskørsel og orlov
Per Ørum Jørgensen blev 6. februar 2010 standset af politiet, og en prøve viste at han havde kørt spirituskørsel med en promille på 1,3. I en pressemeddelelse og i interviews fortalte Per Ørum Jørgensen om personlige problemer og alkoholisme, som han ville gå i behandling for. Fra 7. februar 2010 tog han sygeorlov fra Folketinget med støtte fra partifællen Henriette Kjær. Den 1. marts meddelte han, at han var klar til at vende tilbage til Folketinget. Den 9. april meddelte han, at han ville vende tilbage den 19. april.

#### Udmeldelse
Jørgensen meldte sig ud af det Konservative Folkeparti den 19. maj 2010 for at blive løsgænger i Folketinget. Jørgensen begrundede det med "politisk uenighed med den konservative ledelse om sygehusstrukturen i Vestjylland, samt en manglende vilje i regeringen til at gennemføre de nødvendige reformer af vores velfærdssamfund". TV Midt/Vest kunne dog meddele samme dag, at partibestyrelsen i Holstebrokredsen ikke ønskede at indstille ham som folketingskandidat igen.

### Kristendemokraterne
Per Ørum Jørgensen meldte sig ind i Kristendemokraterne 21. juni 2010 og gav derved partiet repræsentation i Folketinget, selvom det ikke kom ind ved valget i 2007. Han udtalte i den forbindelse, at han støttede regeringen, men at der ikke var tale om en blankocheck, for ambitionen var at fratage Pia Kjærsgaard hendes magt. Per Ørum Jørgensen blev kort efter folketingsvalget valgt som formand for Kristendemokraterne ved partiets landsmøde i 2011. Han har efterfølgende fortalt at han trak sig for at skåne partiet for personlige opgør eller formandsvalg.
Per Ørum Jørgensen meddelte den 5. september 2012 at han med øjeblikkelig virkning trak sig som formand for Kristendemokraterne og forlod partiet. Dette skete efter et møde i Kristendemokraternes vestjyske storkreds tirsdag den 4. september 2012, hvor et flertal bestemte at de ikke ville genindstille formand Per Ørum Jørgensen som formandskandidat til landsmødet i oktober.

### Det Demokratiske Parti 2012
1. oktober 2012 etablerede Per Ørum Jørgensen Det Demokratiske Parti 2012, eller Demokraterne som de kaldte sig. Partinavnet blev godkendt af Valgnævnet den 15. november 2012, og partiet havde som mål at blive opstillingsberettiget til Folketinget inden 1. juli 2014.
Partiet betegnede sig selv som et midterparti uden rød eller blå reference, og offentliggjorde 12 principper for partiet.
Per Ørum Jørgensen trak sig som formand for Det Demokratiske Parti den 5. august 2013. I januar 2015 valgte Det Demokratiske Parti på et ekstraordinært landsmøde at slutte sig til CenterPartiet.

### Indmeldelse i Det Konservative Folkeparti igen
Den 6. juni 2015 meldte Per Ørum Jørgensen sig igen ind i Det Konservative Folkeparti. Denne gang blot som menigt medlem af partiet, uden politiske ambitioner, for at støtte partiformand Søren Pape Poulsen.

### Politisk comeback for Det Konservative Folkeparti
Per Ørum gjorde politisk comeback da han i sommeren 2021 blev opstillet som spidskandidat for Det Konservative Folkeparti til kommunalvalget 2021 i Herning Kommune, efter den tidligere spidskandidat Rasmus Norup havde valgt en karriere som erhvervsdirektør. Med 421 personlige stemmer blev Per Ørum valgt. Det Konservative Folkeparti fik to mandater i byrådet.

## Publikationer og andet
- Bidragyder til debatpjecen Grundloven i det 21. århundrede, 2002